# Gizy
Gizy é uma comuna francesa na região administrativa de Altos da França, no departamento de Aisne. Estende-se por uma área de 10,25 km². Em 2010 a comuna tinha 679 habitantes (densidade: 66,2 hab./km²).